# Либер, Альберт Николаевич
Альберт Николаевич Либер (20 февраля 1935, Монино, Щёлковский район, Московская область — 25 октября 2017) — советский футболист, выступавший на позиции нападающего. Сыграл 25 матчей и забил 2 гола в высшей лиге СССР. Мастер спорта СССР (1962).

## Биография
В футбол начинал играть в командах из Кустаная — «Динамо» и «Авиатор». В 1959—1960 годах выступал в классе «Б» за «Металлург» из Нижнего Тагила.
В 1961 году вместе с товарищем по «Металлургу» Владиленом Шаминым перешёл в воронежский «Труд», готовившийся к своему дебюту в классе «А». Свой первый матч на высшем уровне футболист сыграл 26 апреля 1961 года против московского «Локомотива», а первый гол забил 26 мая 1961 года в ворота ленинградского «Адмиралтейца». Всего за сезон принял участие в 25 матчах высшей лиги и забил 2 гола. В дальнейшем продолжал выступать за «Труд» в классе «Б», в 1962 году стал серебряным призёром турнира и получил звание мастера спорта. Всего за пять сезонов сыграл в воронежском клубе 153 матча и забил 39 голов. В конце 1965 года прекратил карьеру на уровне команд мастеров и в 1966—1967 годах был играющим главным тренером клубной команды «Труда».
Данные по деятельности в последующие годы неизвестны. Умер 25 октября 2017 года.